# Geissolomataceae
Famille
Classification APG III (2009)
La famille des Geissolomataceae est une petite famille de plantes dicotylédones créée autour de l'espèce Geissoloma marginatum. Ce sont de petits arbustes, à feuilles persistantes opposées, des zones arides, endémiques d'Afrique du Sud.

## Étymologie
Le nom vient du genre type Geissoloma formé des mots grecs γείσος / geisos, corniche, et λωμα / loma, frange, lisière, bordure, en référence à l'imbrication estivale (estivation) des pétales.

## Classification
La classification phylogénétique APG II (2003) les situe à la base des Rosidées, mais le Angiosperm Phylogeny Website les situe dans l'ordre des Crossosomatales, choix qui a été confirmé par la classification phylogénétique APG III (2009).

## Liste des genres
Selon Angiosperm Phylogeny Website (2 juin 2010), NCBI (2 juin 2010) et DELTA Angio (2 juin 2010) :
- genre Geissoloma Lindl. ex Kunth

## Liste des espèces
Selon Angiosperm Phylogeny Website (2 juin 2010) et NCBI (2 juin 2010) :
- genre Geissoloma
  - Geissoloma marginatum